# Joann Wostorgow
Joann Wostorgow, rzadziej: Iwan Wostorgow (ur. 8 stycznia?/20 stycznia 1864 na Kubaniu, zm. 5 września 1918 w Moskwie) – rosyjski duchowny prawosławny, działacz nacjonalistycznego ruchu rosyjskiego.

## Życiorys
Urodził się w rodzinie kapłana prawosławnego. W 1887 ukończył seminarium duchowne w Stawropolu. W latach 1887–1889 wykładał w tym samym mieście w szkole duchownej język rosyjski i język cerkiewnosłowiański. W 1889 przyjął święcenia kapłańskie. Służył w różnych świątyniach eparchii stawropolskiej, zaś od 1900 był również nadzorcą prowadzonych przez Rosyjski Kościół Prawosławny szkół. W 1901 otrzymał godność protoprezbitera i został skierowany do rosyjskiej misji prawosławnej w Persji. W 1906 był misjonarzem działającym w eparchii moskiewskiej, skupiającym się na pracy misyjnej wśród członków sekt prawosławnych. Uczestniczył w zjazdach misjonarzy w różnych miastach Imperium Rosyjskiego. Zainicjował wyższe kursy teologiczne dla kobiet organizowane w Moskwie, był proboszczem cerkwi przy siedzibie władz eparchii moskiewskiej. Od 1913 był ponadto proboszczem parafii przy soborze Opieki Matki Bożej w Moskwie.
Jeden z założycieli i przywódców Związku Narodu Rosyjskiego (w 1905) oraz Rosyjskiego Związku Monarchistycznego (w 1907), którym kierował do 1913. Wielokrotnie podróżował po Rosji, w czasie którym wygłaszał monarchistyczne i antysocjalistyczne przemówienia. Twierdził przy tym, że rosnąca popularność idei socjalistycznych jest efektem porażek państwa i Kościoła w zakresie wdrażania zasad chrześcijaństwa w życiu publicznym. Opowiadał się za obroną samodzierżawia w kraju; związany z Grigorijem Rasputinem.
W 1917, po rewolucji lutowej, przewodniczył 7 marca zebraniu duchowieństwa prawosławnego Moskwy, na którym zgromadzeni postanowili w imię patriotyzmu uznać Rząd Tymczasowy za prawowitą władzę w Rosji. Joann Wostorgow otwarcie krytykował w swoich kazaniach bolszewików oraz określał carów jako bożych pomazańców. Wzywał do zjednoczenia się wszystkich Rosjan wokół Rosyjskiego Kościoła Prawosławnego. Przy zarządzanej przez siebie parafii założył organizację, która miała zbrojnie walczyć o powrót dynastii Romanowów do władzy. Wzywał również patriarchę Tichona do organizacji buntu zbrojnego, na czele którego mieliby stanąć działacze cerkiewni.
2 czerwca 1918 został aresztowany. W czasie swojego procesu zapowiedział, iż do śmierci nie złoży broni w walce przeciwko bolszewikom. Skazany na śmierć i rozstrzelany we wrześniu 1918 razem z Iwanem Szczegłowitowem, Nikołajem Makłakowem, Aleksiejem Chwostowem, S. Wieleckim i biskupem sielengińskim Efremem.
W 2000 r. kanonizowany jako jeden z Soboru Świętych Nowomęczenników i Wyznawców Rosyjskich.